# Castelo de Alamute

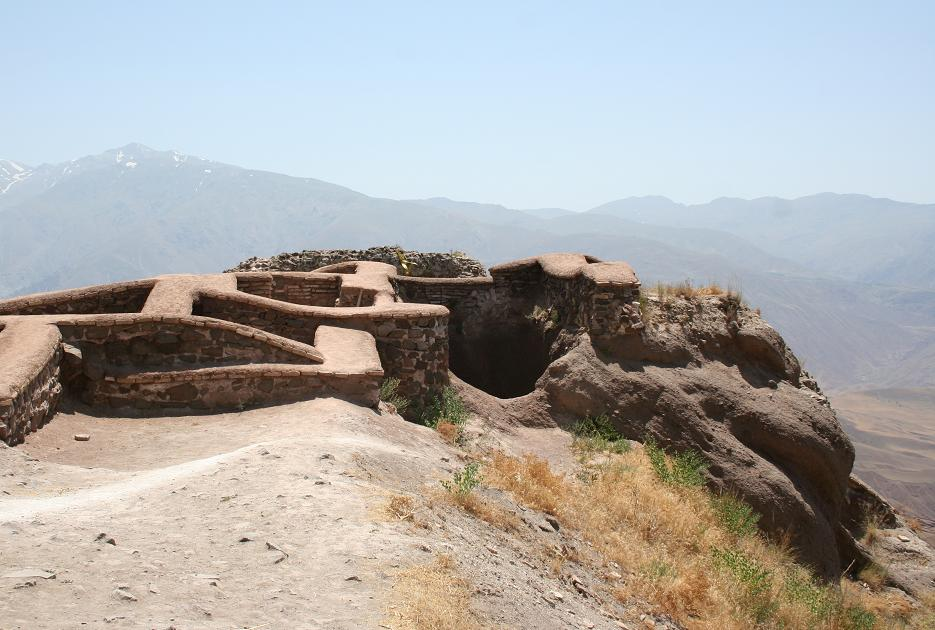
Ruínas da fortaleza de Alamute

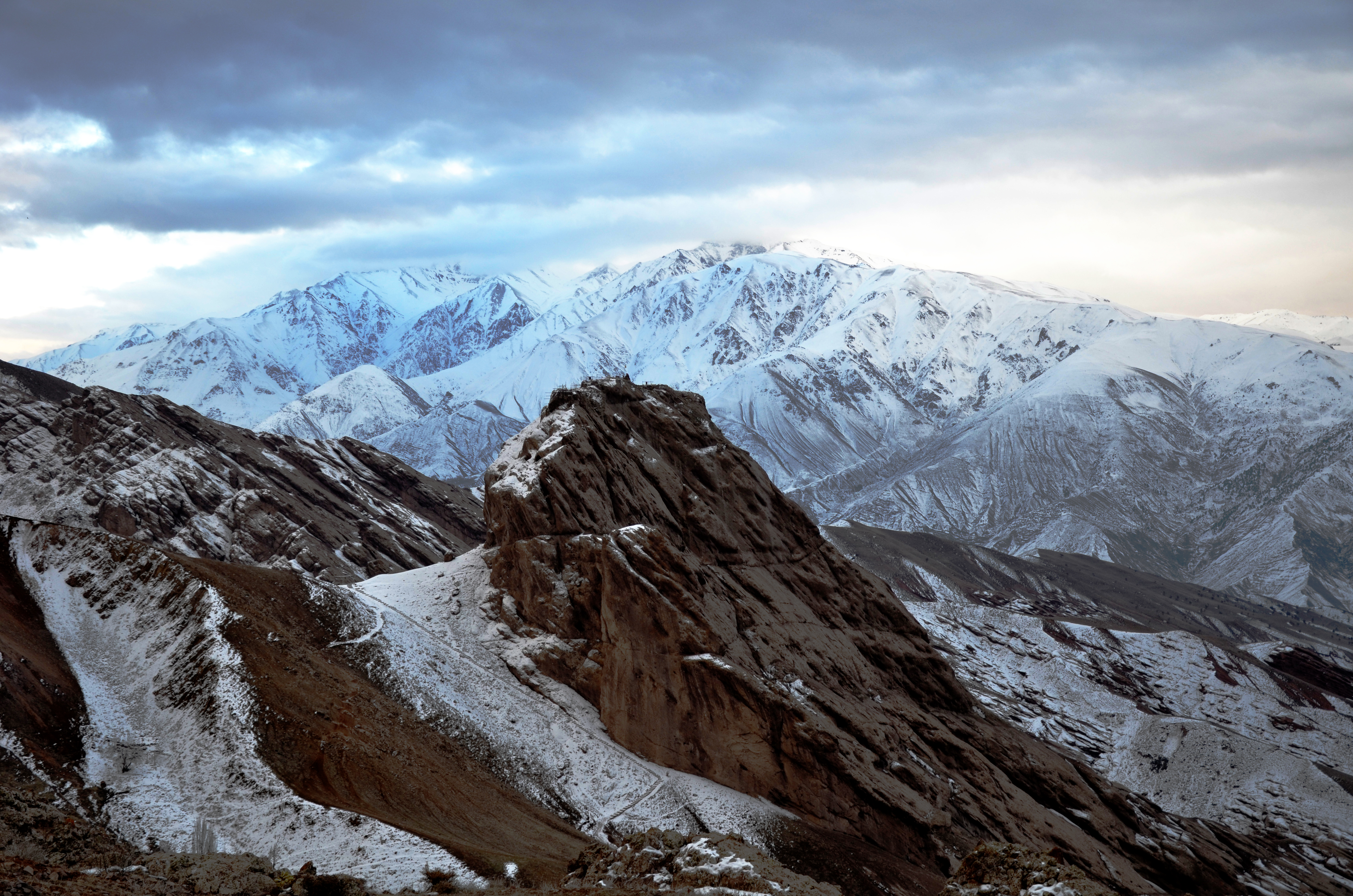
Vista do Castelo de Alamut, a sede da ordem dos Assassinos em Qazvin, Irã.

Alamute (em persa: الموت; romaniz.: Alamut; "ninho da águia") foi uma fortaleza situada na cordilheira Elbruz, ao sul do mar Cáspio no Irão. De acordo com Handalá Mustaufi a primeira fortaleza foi construída em 840, a uma altitude de 2 100 metros. A fortaleza foi construída de tal forma que só houvesse um meio artificial transitável para chegar a ela, que seria em torno do penhasco, o que dificultaria uma suposta invasão. Em 1090, a fortaleza foi conquistada pela Ordem dos Assassinos, uma poderosa seita criada por Haçane Saba conhecidos ao Oeste como Assassinos.
Em 1090 d.C., o Castelo de Alamut, uma fortaleza de montanha no atual Irã, passou para a posse de Hassan-i Sabbah, um campeão da causa Nizari Ismaili. Até 1256, Alamut funcionou como a sede do estado Nizari Ismaili, que incluía uma série de fortalezas estratégicas espalhadas por toda a Pérsia e Síria, com cada fortaleza cercada por faixas de território hostil.
Alamut, que é a mais famosa dessas fortalezas, era considerada inexpugnável a qualquer ataque militar e era famosa por seus jardins celestiais, biblioteca e laboratórios onde filósofos, cientistas e teólogos podiam debater em liberdade intelectual. 
A fortaleza sobreviveu a adversários, incluindo os impérios seljúcida e khwarezmian. Em 1256, Rukn al-Din Khurshah entregou a fortaleza aos invasores mongóis, que a desmantelaram e destruíram suas famosas bibliotecas. Embora comumente se suponha que a conquista mongol obliterou a presença ismaelita de Nizari em Alamut, a fortaleza foi recapturada em 1275 pelas forças de Nizari, demonstrando que, embora a destruição e os danos aos ismaelitas naquela região fossem extensos, não foi a aniquilação completa tentada pelos mongóis. No entanto, o castelo foi apreendido mais uma vez, em 1282, e caiu sob o domínio de Hulagu Khan filho de Tolui Khan. Depois, o castelo passou a ter significado apenas regional, passando pelas mãos de vários poderes locais.
Hoje, está em ruínas, mas devido ao seu significado histórico, está sendo desenvolvido pelo governo iraniano como destino turístico.

## Governantes de Alamute
Abaixo, lista dos oito governantes que já comandaram a fortaleza:
Dais
- Haçane Saba (r. 1090–1124)
- Quia Buzurgue Umide (r. 1124–1138)
- Maomé ibne Buzurgue Umide (r. 1138–1159)

Imames
- Alhadi (r. 1097–1136)
- Maomé I (r. 1136–1157)
- Haçane I (r. 1157–1162)
- Haçane II (r. 1162–1166)
- Maomé II (r. 1166–1210)
- Haçane III (r. 1210–1221)
- Maomé III (r. 1221–1255)
- Roquonadim (1255–1256)